# Contea di Mason (Kentucky)
La contea di Mason (in inglese Mason County) è una contea dello Stato del Kentucky, negli Stati Uniti. La popolazione al censimento del 2000 era di 16 800 abitanti. Il capoluogo di contea è Maysville.